# Camponotus curviscapus
Camponotus curviscapus es una especie de hormiga del género Camponotus, tribu Camponotini. Fue descrita científicamente por Emery en 1896.
Se distribuye por Colombia, Costa Rica, México, Panamá y Perú. Se ha encontrado a elevaciones de hasta 520 metros. Vive en microhábitats como ramas muertas y nidos.